# 알리시아 레트

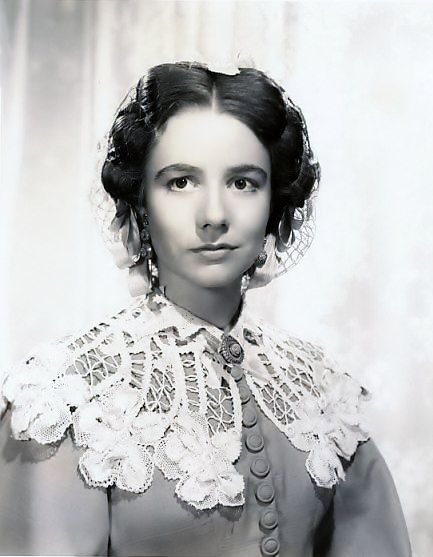

알리시아 레트(Alicia Rhett, 1915년 2월 1일 ~ 2014년 1월 3일)는 미국의 화가, 삽화가, 연극 배우, 영화배우이다.
서배너에서 태어났으며 찰스턴에서 사망하였다. 사인은 질병이다.

## 영화
- 바람과 함께 사라지다 (1939년)